# 유리창나비
유리창나비(Dilipa fenestra)는 네발나비과 유리창나비속에 속하는 나비 가운데 하나이다. 하나의 날개에 두 개씩 앞날개 끝 부분에 타원형으로 생기 투명한 막질 무늬가 나란히 놓여 있는데 그게 마치 유리창처럼 투명하게 비치기 때문에 유리창나비라고 부르게 되었다.
수컷의 날개 앞면은 주황색 바탕에 검은 점무늬가 뚜렷하고 날개 앞뒤 가장자리에는 검은색 띠무늬가 선명하게 있다. 이에 비해 암컷은 바탕이 붉은 자줏빛이어서 암수를 쉽게 구별할 수 있다.